# Districtul El Hadjira
El Hadjira este un district din provincia Ouargla, Algeria.